# آساگی کلدک
آساگی کلدک (به ترکی آذربایجانی: Aşağı Kəldək) یک روستا در جمهوری آذربایجان است که در شهرستان شکی واقع شده‌است.